# Temporada de tufões no Pacífico de 2011
A temporada de tufões no Pacífico de 2011 foi uma temporada abaixo da média que produziu um total de 21 tempestades nomeadas, 8 tufões e quatro super tufões. Esta temporada foi muito mais ativa do que a temporada anterior, embora ambas as temporadas estavam abaixo da média do tufão do Pacífico de 26. A temporada decorreu ao longo de 2011, embora a maioria dos ciclones tropicais tende a se desenvolver entre maio e outubro. A primeira tempestade chamada Aere, foi desenvolvida em 7 de maio, enquanto a última tempestade chamada Tropical Storm Washi (en) dissipou-se em 19 de dezembro.
A temporada também foi muito mais mortífera e destrutiva do que a temporada anterior. O Tufão Muifa afetou muitos países durante Agosto. A Tropical Storm Talas (en) e o Typhoon Roke (en) fizeram desembarque no Japão e foram os mais destrutivos desde 2009. O Tufão Nesat foi o mais poderoso a atingir a China desde 2005. A Tropical Storm Washi (en), um ciclone tardio mas fraco, afetou o sul das Filipinas e matou 2.546 pessoas.
O âmbito deste artigo é limitado ao Oceano Pacífico a norte do equador entre o meridiano 100 e o meridiano 180. Dentro do Oceano Pacífico Noroeste, há duas agências separadas que atribuem nomes a ciclones tropicais que muitas vezes podem resultar em um ciclone com dois nomes. A Agência Meteorológica do Japão vai nomear um ciclone tropical caso ele seja julgado por ter 10 minutos de velocidade de vento sustentada de pelo menos 65 km/h, (40 mph) em qualquer lugar da bacia. Enquanto a Administração de Serviços Atmosféricos, Geofísicos e Astronômicos das Filipinas atribui nomes a ciclones tropicais que se movem ou se formam como uma depressão tropical em sua área de responsabilidade localizada entre 135°e e 115°E e entre 5°N-25°N, mesmo que o ciclone tenha um nome atribuído a ele pela Agência Meteorológica do Japão. Depressões tropicais que são monitoradas pelo Joint Typhoon Warning Center dos Estados Unidos recebem um número com um sufixo "W".

## Previsões sazonais
| Previsão TSR Data     | Tempestades tropicais | Tufões totais                 | TTs intensos                  | ECA                         | Ref   |
| --------------------- | --------------------- | ----------------------------- | ----------------------------- | --------------------------- | ----- |
| Média (1965–2010)     | 26,3                  | 16,4                          | 8,5                           | 295                         | [ 1 ] |
| 8 de março de 2011    | 27,8                  | 17,5                          | 7,8                           | 275                         | [ 1 ] |
| 5 de maio de 2011     | 28,0                  | 17,7                          | 7,6                           | 266                         | [ 2 ] |
| 4 de julho de 2011    | 28,3                  | 18,1                          | 8,4                           | 294                         | [ 3 ] |
| 5 de agosto de 2011   | 28,2                  | 17,9                          | 8,0                           | 281                         | [ 4 ] |
| Outras previsões Data | Centro de previsões   | Período                       | Período                       | Sistemas                    | Ref   |
| janeiro de 2011       | PAGASA                | 1 de janeiro – 31 de dezembro | 1 de janeiro – 31 de dezembro | 20–23 ciclones tropicais    |       |
| 30 de junho de 2011   | CWB                   | 1 de janeiro – 31 de dezembro | 1 de janeiro – 31 de dezembro | 22–26 tempestades tropicais | [ 5 ] |
|                       | Centro previsões      | Ciclones tropicais            | Tempestades tropicais         | Tufões                      | Ref   |
| Atividade atual:      | JMA                   | 38                            | 21                            | 8                           |       |
| Atividade atual:      | JTWC                  | 27                            | 18                            | 10                          |       |
| Atividade atual:      | PAGASA                | 19                            | 14                            | 6                           |       |

Durante cada temporada, vários serviços meteorológicos nacionais e Agências científicas preveem quantos ciclones tropicais, tempestades tropicais e tufões se formarão durante uma temporada e/ou quantos ciclones tropicais afetarão um determinado país. estas agências incluem o Guy Carpenter Asia-Pacific Climate Impact Centre (GCACIC), da City University of Hong Kong, o Consórcio de risco de tempestade Tropical (TSR) do University College London, e o gabinete meteorológico Central de Taiwan.
Durante janeiro de 2011, a administração de Serviços atmosféricos, geofísicos e astronômicos das Filipinas (PAGASA) previu que entre vinte e vinte e três ciclones tropicais provavelmente se desenvolveriam e/ou entrariam na área de responsabilidade das Filipinas em 2011. em 20 de Março, o Observatório de Hong Kong, previu que a temporada de tufões em Hong Kong estaria próxima ao normal, com seis a nove ciclones tropicais passando a 500 km do território, contra uma média de cerca de 6. Em 30 de março, o consórcio TSR lançou a sua primeira previsão da temporada e previu que a bacia veria uma temporada quase média com 27,8 tempestades tropicais, 17,5 tufões, 7,8 tufões intensos e um índice ECA de cerca de 275. no início de abril, a Administração Meteorológica da China (CMA) previu que entre 24 e 26 tempestades tropicais se desenvolveriam ou se moveriam para a bacia durante o ano, o que foi mais alto do que o total anterior de 14. Eles também previram que entre sete e nove tempestades tropicais fariam "landfall" na China., com o primeiro desembarque a ter lugar antes de 29 de junho e o último desembarque a ter lugar após 7 de outubro. em 26 de abril, o Departamento Meteorológico Tailandês previu que duas tempestades tropicais afetariam a Tailândia durante 2011, com uma afetando a alta Tailândia durante Agosto ou setembro, enquanto se esperava que uma se movesse pelo sul da Tailândia durante Outubro ou novembro.[9]
Durante o mês de Maio, dentro de suas primeiras perspectivas para o ano, o GCACIC previu que a temporada estaria próxima da média, com 31 ciclones tropicais, 27 tempestades tropicais e 17 tufões se desenvolvendo durante a temporada. Eles também previram que sete ciclones tropicais fariam "landfall" no sul da China, entre maio e dezembro, em comparação com uma média de cinco enquanto previam que seis ciclones tropicais durante todo o ano, em comparação com uma média de quatro ciclones tropicais. a TSR revisou sua previsão inicial em Maio e posteriormente previu que 28,0 tempestades tropicais, 17,7 tufões, 7.6 tufões" intensos " e um índice ACE de cerca de 266. no final de Junho, após um início quase normal da temporada, Taiwan Central Weather Bureau previu que a temporada, seria quase média de 25,7 com 22 – 26 tempestades tropicais ocorrendo ao longo da bacia em 2011. prevê-se que três a cinco dos sistemas afectem Taiwan, em comparação com uma média de cerca de 3,6. dentro de sua atualização de julho, o GCACIC previu que sete ciclones tropicais fariam "landfall" no sul da China, entre julho e dezembro, em comparação com uma média de quatro e que haveria agora 16 tufões devido à força do Vale Índia-Birmânia. Também previram que sete ciclones tropicais passariam a menos de 100 km da península coreana ou do Japão., durante Julho e dezembro, em comparação com uma média de cerca de três. Na sua atualização de julho, a TSR previu que o índice ECA seria de cerca de 194, depois de aumentar sua previsão para o número de tempestades tropicais para 28,0, tufões para 18,1 e tufões intensos para 8,4. em 4 de agosto, a TSR posteriormente revisou ligeiramente essas previsões em sua atualização final para 2011 para 28,2 tempestades tropicais, 17,9 tufões, 8,0 tufões "intensos" e um índice ACE de cerca de 281.

## Resumo sazonal
Durante o mês de abril, duas depressões tropicais se desenvolveram, mas elas não conseguiram se intensificar em tempestades tropicais. A tempestade Tropical Aere (Bebeng) desenvolveu-se em 5 de Maio, e depois de causar danos no nordeste de Luzon e no leste de Visayas, o nome Bebeng foi retirado pela PAGASA. A segunda tempestade tropical da temporada se desenvolveu em 19 de maio e afetou as Filipinas, Taiwan e Japão antes de se tornar extratropical a leste do Japão.
Depois da tempestade tropical Banyan dissipar-se em 14 de outubro, nenhuma tempestade tropical ou tufão foi observada dentro da bacia até que a depressão tropical 27W se desenvolveu para a tempestade Tropical Washi em 15 de dezembro, devido a um vento forte vertical e a uma forte Monção a nordeste.

## Sistemas

### Depressão tropical 01W
Em 1 de abril, a AMJ informou que uma depressão tropical havia se desenvolvido dentro de uma área de cisalhamento moderado de vento vertical a cerca de 510 km a sudeste da cidade de Ho Chi Minh, no sul do Vietname. No dia seguinte, o sistema se desenvolveu gradualmente, antes que o JTWC iniciasse alertas sobre o sistema e o designasse como depressão Tropical 01W. No entanto, em poucas horas, a depressão ficou sem convecção quando o cisalhamento do vento atingiu o sistema. Isso impediu que o ciclone se intensificasse para além do status de depressão, uma vez que permaneceu quase estacionário. a AMJ continuou a monitorar o sistema como uma depressão tropical por mais um dia antes de emitir seu último Aviso sobre o sistema.

### Depressão tropical 02W (Amang)
Em 30 de Março, a AMJ começou a monitorar uma área de baixa pressão localizada a sudoeste de Yap. Em 2 de abril, o sistema desenvolveu uma circulação de baixo nível, embora a convecção parecesse desorganizada. Exibindo bom fluxo de saída dentro de uma região de cisalhamento de vento fraco, o baixo foi antecipado para se desenvolver mais ao longo dos dias seguintes, à medida que ele flutuava para oeste-noroeste. Depois de um breve atraso no início de 3 de abril, a tempestade virou-se para leste. Além disso, a AMJ considerou o sistema suficientemente organizado para ser declarado uma depressão tropical. Como o sistema estava localizado a oeste de 135°E, a PAGASA começou a emitir avisos sobre a depressão também, atribuindo-lhe o nome de "Amang". Seguindo para nordeste, a depressão eventualmente desenvolveu convecção suficiente para ser declarada depressão Tropical 02W pelo JTWC em 4 de abril. No entanto, esperava-se que isso fosse breve, uma vez que uma fronteira frontal em decomposição se aproximava a partir do oeste e levou o sistema a passar por uma transição extratropical. Esta intensificação levou o Serviço Nacional de Meteorologia (NWS) em Tiyan, Guam, a emitir um aviso de tempestade tropical para as ilhas de Agrihan, Pagan e Alamagan. Interagindo com o cisalhamento do vento frontal e alto, o sistema ficou parcialmente exposto e alongado à medida que se movia sobre águas mais frias. No início de 6 de abril, o JTWC emitiu seu aviso final sobre a depressão, quando começou a dissipar-se sobre águas abertas.

### Tempestade tropical Aere (Bebeng)
Em 3 de maio, a JTWC começou a monitorar uma perturbação tropical que se desenvolveu dentro de um vale de monções de cerca de 140 km a oeste de Palau. Nessa época, o centro de circulação de baixo nível de perturbações era fraco e desorganizado, enquanto uma quantidade mínima de convecção profunda foi observada em torno do sistema. Nos dois dias seguintes, a depressão desenvolveu-se gradualmente numa zona de baixo cisalhamento vertical do vento, antes de ser declarada depressão tropical pela JMA e pela JTWC em 6 de maio. Na mesma noite, a PAGASA elevou a baixa pressão para uma depressão tropical e atribuiu o seu nome local 'Bebeng'. Na tarde de 7 de maio, JMA atualizou a depressão para uma tempestade tropical e atribuiu o nome 'Aere'. No início da manhã de 12 de maio, a JMA rebaixou Aere para uma depressão tropical, enquanto ao sul de Ilha Kyushu tornou-se um ciclone extratropical fraco. Os restos extratropicais dissiparam-se finalmente a 15 de maio.
Em todas as Filipinas, várias agências ativaram seus planos de emergência à medida que a tempestade se aproximava. As Forças Armadas das Filipinas, a Polícia Nacional Das Filipinas, e a Guarda Costeira Das Filipinas foram todos colocados de prontidão para se deslocarem para áreas atingidas por Aere assim que a tempestade passou. Vários portos foram afetados pela tempestade, prendendo 1.379 passageiros na tarde de 7 de maio. De acordo com o Conselho Nacional de gestão e redução do risco de catástrofes, pelo menos 35 pessoas foram mortas e mais duas estão desaparecidas como resultado de Aere. As perdas agrícolas são estimadas em PAI 1,37 mil milhões (31,7 milhões de dólares). Inundações generalizadas e deslizamentos de terra danificaram casas, bloquearam estradas e cortaram comunicações. Em Catarman, Samar Do Norte, 377,4 mm de chuva caiu em apenas 24 horas, e resultou em inundações repentinas significativas.

### Tufão Songda (Chedeng)
Um sistema não tropical fraco formou-se dentro da zona de convergência intertropical em 17 de maio, enquanto se movia na direção oeste. Em 19 de maio, o JTWC informou que uma área de baixa pressão tinha persistido sobre 510 km a sudeste de Yap. À medida que o sistema se deslocava para noroeste sob a influência de uma crista subtropical de alta pressão, consolidou-se rapidamente numa área de cisalhamento vertical leve a moderado. Mais tarde naquele dia, a JMA começou a monitorar o sistema como uma depressão tropical antes que a JTWC o designasse como Depressão Tropical 04W no início de 20 de Maio. O JTWC informou mais tarde naquele dia que a depressão havia se intensificado em uma tempestade tropical com velocidades de vento de 65 km/h no entanto, informou mais tarde que havia superestimado a velocidade do vento e, consequentemente, reduzido o status da tempestade a uma depressão tropical, com base em observações da ilha Yap. No final de 21 de maio, tanto a JMA quanto a JTWC relataram que a depressão havia se tornado uma tempestade tropical com a JMA nomeando-a como Songda. Nos dois dias seguintes, o sistema intensificou-se gradualmente, movendo-se para noroeste para a área de responsabilidade do PAGASA. PAGASA nomeou-o como Chedeng. Ás 12:00 UTC em 24 de maio, a JTWC informou que Songda havia se intensificado em um tufão. 12 horas depois, a JMA seguiu o exemplo enquanto o sistema estava localizado 800 km a sudeste de Manila nas Filipinas. Intensificou-se rapidamente para um tufão de categoria 5. Na tarde de 29 de maio, Songda tornou-se extratropical ao sul de Ilha Shikoku. Os restos  extratropicais de Sonda atravessaram mais tarde a Linha Internacional de Data, que mais tarde foi absorvido por outro ciclone extratropical em 4 de junho, e mais tarde se dissipou completamente sobre o Alasca.
Embora Songda tenha permanecido no mar, fortes chuvas dentro do tufão faixas exteriores impactou as Filipinas, causando inundações repentinas significativas e deslizamentos de terra. Quatro mortes foram atribuídas ao sistema. Mais a norte, em Okinawa houve rajadas de vento intensas, medidas até 198 kph, juntamente com chuvas torrenciais. Danos extensos ocorreram em toda a área, com perdas atingindo ¥23.2 mil milhões (287 milhões de dólares); no entanto, não houve mortes. À medida que se tornou extratropical, Songda trouxe chuvas fortes a Kyushu para leste Honshu, causando inundações significativas. Pelo menos 13 pessoas foram mortas no país e cerca de 400.000 tiveram de ser evacuadas apenas em torno de Tóquio.

### Tempestade tropical Sarika (Dodong)
No início de 8 de junho, uma área de baixa pressão formou-se a cerca de 10 km a oeste de Cebu City, Filipinas. À medida que avançava para o Estreito Mindoro a JMA e JTWC começaram a monitorar o sistema. Nas primeiras horas da manhã de 9 de junho, a PAGASA atualizou o sistema para uma depressão tropical e relatou que o centro da tempestade estava a cerca de 450 km a oeste de Cidade Dagupan nas [[Filipinas]. No dia seguinte, a JMA e a JTWC atualizaram a depressão tropical em uma tempestade tropical, com a JMA nomeando-a Sarika. Durante a manhã de 11 de junho, a JTWC rebaixou Sarika para uma depressão tropical depois de atingir a costa em Shantou, China. A CABTJ emitiu logo o seu último aviso sobre Sarika. Sarika atingiu a China continental com ventos de 75 km/h.
Como resultado da tempestade, 23 pessoas foram mortas em Xianning, e mais dez foram declarados desaparecidos. Os danos causados pela Sarika são estimados em 248 milhões de dólares.

### Tempestade tropical Haima (Egay)
Duas perturbações tropicais formadas numa zona de convecção e cisalhamento vertical moderado do vento a leste de Mindanau, Filipinas em 13 de junho. Ambos começaram a interagir entre si e o outro absorveu a humidade do outro distúrbio. Em 15 de junho, a JTWC começou a monitorizar uma zona de condições meteorológicas perturbadas dentro dessa perturbação que estava localizada a cerca de 1 350 km, a sudeste de Manila, Filipinas. Nos dois dias seguintes, o sistema desenvolveu-se gradualmente, antes do final de 16 de junho, a JMA, a JTWC e a PAGASA, todos relataram que o sistema havia se desenvolvido em uma depressão tropical, com a PAGASA nomeando-o como Egay. Egay continuou a desenvolver-se durante o dia 17 de junho, à medida que se deslocava para o nordeste, e em 18 de junho, a JTWC informou que Egay havia se intensificado em uma tempestade tropical. Flutuações na intensidade ocorreram nos próximos dias, antes de a JMA informar que o sistema havia se fortalecido em uma tempestade tropical em 22 de junho, nomeando-o Haima. A JTWC também seguiu o exemplo, atualizando-o para uma tempestade tropical novamente.
Durante a noite de 23 de junho, a JTWC atualizou Haima para uma depressão tropical depois de ter feito desembarques em Zhanjiang, Guangdong, China, mas voltou a atualizar para uma tempestade tropical no dia 24 de junho. No início de 25 de junho, Haima tornou-se uma depressão tropical depois de se ter deslocado para o interior em Vietname. Ao fazer um desembarque em Hanoi, no Vietname, o JTWC e o Observatório de Hong Kong baixaram Haima para uma área de baixa pressão.

### Tempestade tropical severa Meari (Falcon)
No início de 20 de junho, uma área de baixa pressão a 760 km a leste das Filipinas começou a ser monitorizados tanto pela JTWC como pela JMA. Naquela noite, o JTWC emitiu um alerta de formação de ciclones tropicais. Logo depois, PAGASA atualizou o sistema em uma depressão tropical, nomeando-o como "Falcon". No momento da atualização, Falcon estava localizado a cerca de 1 000 km a leste nordeste de Cebu City. Durante a noite de 21 de junho, a JTWC também informou que Falcon havia se fortalecido em uma depressão tropical. Em 22 de junho, tanto a JTWC quanto a JMA atualizaram Falcon em uma tempestade tropical, e a JMA o nomeou Meari. Meari deixou as Filipinas com 2 mortes e 5 pessoas desaparecidas. Na tarde em 24 de junho, a JMA elevou Meari a uma forte tempestade tropical ao passar Okinawa, Japão.
Em 26 de junho, Meari mudou-se rapidamente para o Mar Amarelo mas passou lentamente Weihai, Shandong, China, e depois a JMA baixou Meari para uma tempestade tropical no mesmo dia. Em 27 de junho, a JTWC baixou Meari para uma depressão tropical antes de fazer um desembarque na Coreia do Norte, e a JMA relatou que Meari se tornou mais tarde numa área de baixa pressão.
Chuvas fortes vindas das faixas exteriores da tempestade desencadearam cheias e deslizamentos de terra significativos na Coreia do Sul. Pelo menos nove pessoas foram mortas e três outras foram dadas como desaparecidas em todo o país. Na Coreia do Norte, as chuvas fortes da tempestade causaram inundações e danos generalizados. Pelo menos 160 casas foram destruídas e 50 000 hectares de culturas submersas. Vários relatos de fatalidades confirmadas surgiram, mas não foram fornecidos pormenores sobre quantos foram dados às agências noticiosas.

### Depressão tropical Goring
No final de 8 de julho, uma área de baixa pressão se formou sobre 300 km a leste de Aurora. O centro foi a 460 km norte de Basco, Batanes. Na manhã de 9 de julho, a JMA atualizou o sistema para uma depressão tropical. Foi localizado a 450 km nordeste de Cagaiã. À tarde, a PAGASA transformou a área de baixa pressão numa depressão tropical e nomeou-a Goring. Depois de atingir Fujian, na China, dissipou-se na noite de 10 de julho. No entanto, a JMA classificou o sistema como uma depressão tropical até a noite de 10 de julho.

### Tufão Ma-on (Ineng)
Uma área de convecção gerou uma pequena área de baixa pressão na manhã de 9 de julho. Tornou-se uma perturbação tropical ao passar sobre as águas quentes do Oceano Pacífico. Em 11 de julho, tanto a JMA quanto a JTWC atualizaram a perturbação tropical para uma depressão tropical localizada perto Minamitorishima. Em 12 de julho, tanto a JMA quanto a JTWC atualizaram o sistema para uma tempestade tropical e o chamaram de Ma-on. No início de 13 de julho, a JMA elevou Ma-on a uma tempestade tropical severa e, mais tarde naquele dia, fortaleceu-se em um tufão. Depois de absorver Tokage, Ma-on atingiu o seu pico de intensidade em 16 de julho. O PAGASA nomeou-o Ineng em 17 de julho.
Enquanto Ma-on estava afetando o Japão, a JTWC rebaixou-o para uma tempestade tropical na noite em 19 de julho, antes de atingir a costa Tokushima no final do dia. A JMA rebaixou Ma-on para uma tempestade tropical severa depois de atingir a costa em Wakayama no início de 20 de julho. A JTWC rebaixou Ma-on para uma depressão tropical em 21 de julho e interrompeu os avisos no dia seguinte. A JMA rebaixou Ma-on para uma tempestade tropical no início de 23 de julho e fez a transição para um ciclone extratropical a leste do região de Hoku nesse dia.

### Tempestade tropical Tokage (Hanna)
Em 11 de julho, O JTWC começou a monitorar uma perturbação tropical que se desenvolveu dentro de um vale de monções mal organizado sobre 1 000 km a noroeste de Hagatna, Guam. Nos dois dias seguintes, a perturbação mudou-se para oeste e, apesar de o sistema estar numa área de baixo cisalhamento vertical do vento, a convecção profunda em torno do sistema lutou para se organizar em torno do centro de circulação de baixo nível da perturbação. No entanto, às 06:00 UTC de 13 de julho, tinha-se organizado o suficiente para a JMA declarar a perturbação uma depressão tropical. Nos dois dias seguintes, o sistema continuou a avançar para o ocidente e a consolidar-se gradualmente. A JMA então nomeou o sistema como Tokage, uma vez que se desenvolveu em uma tempestade tropical e atingiu seu pico de velocidade do vento de 10 minutos de 65 km/h. PAGASA então iniciou avisos sobre o sistema e nomeou-o Hanna, antes que o JTWC designasse o sistema como Depressão Tropical 09W e iniciasse avisos sobre o sistema, enquanto estava em suas velocidades máximas de vento de 1 minuto de quilômetro por hora. No entanto, a essa altura, Tokage já estava interagindo com o Tufão Ma-on, com a saída de Ma-On expondo o centro de circulação de baixo nível de Tokage e deslocando a convecção para o oeste. A JMA, a PAGASA e a JTWC emitiram os seus avisos finais sobre o sistema mais tarde naquele dia, quando os restos de Tokage foram absorvidos pela Ma-on, devido ao Efeito Fujiwara no final de 15 de julho.

### Tempestade tropical severa Nock-ten (Juaning)
No início de 22 de julho, uma área de baixa pressão formada a leste das Filipinas. O sistema deslocou-se gradualmente para oeste ao longo dos dias seguintes e, no final de 24 de julho, a JTWC começou a monitorizar o sistema como uma depressão tropical. No início do dia seguinte, a JMA atualizou a área de baixa pressão para uma depressão tropical. Algumas horas depois, a PAGASA começou a monitorizar a depressão tropical e chamou-a de Juaning. O sistema continuou a flutuar para o oeste e se fortaleceu rapidamente, depois na meia-noite, a JMA atualizou em uma tempestade tropical, nomeando-o Nock-Ten. No início de 27 de julho, a JMA informou que o Nock-ten continuou a fortalecer e atualizou o status para tempestade tropical severa. Algumas horas depois, a JTWC informou que o Nock-ten se intensificou rapidamente para um tufão de Categoria 1 e atingiu a costa norte da província de Aurora e começou a enfraquecer. Mais tarde, no mesmo dia, a JMA informou que Nock-ten saiu da ilha de Lução em Candon mantendo a força severa de tempestade tropical. No entanto, durante a noite, a tempestade enfraqueceu rapidamente e a JMA a rebaixou para uma tempestade tropical menor no dia seguinte. No entanto, em 29 de julho, a tempestade gradualmente recuperou a força e se aproximou da costa sul da China em Qionghai, China. Mais tarde naquele dia, a tempestade se fortaleceu sobre a terra e seguiu para o norte em direção à região de Ainão da capital provincial Haikou. No dia seguinte, a tempestade derivou para o oeste e atingiu o Norte do Vietname. A tempestade enfraqueceu rapidamente e, à meia-noite daquele dia, a JMA, emitiu o seu último Aviso sobre o sistema, rebaixou-o para uma Baixa Tropical.
As províncias de Albay e Camarines foram relatados para ser completamente inundado pela chuva. Foram notificados pequenos danos às culturas de arroz. Esperava-se chuva intensa adicional ao longo do dia, enquanto o Nock-ten se deslocava para o mar da China Meridional. O número de desaparecidos também foi aumentado para 31, após 25 tripulantes de um barco de pesca terem sido dados como desaparecidos quando o seu barco de pesca foi apanhado na tempestade em Masbate. Nock-ten suspendeu todas as aulas em Lução dos níveis pré-escolar aos universitários nos dias 26 e 27 de julho. No norte de Lução, Nock-ten trouxe chuvas fortes, trazendo inundações generalizadas na área. As estradas nacionais eram intransitáveis e também foram notificados deslizamentos de terra. Cerca de 26 voos domésticos foram cancelados de 26 a 27 de julho devido a chuvas e ventos fortes.

### Tufão Muifa (Kabayan)
No final de 23 de julho, uma área de baixa pressão se formou a sudeste de Chuuk. o sistema deslocou-se gradualmente para oeste e, em 25 de julho, o JTWC atualizou a zona de baixa pressão para uma depressão tropical. Naquela época, estava localizado aproximadamente 505 nmi (935 km) a oeste de Guam. À meia-noite, naquele dia, a JMA começou a monitorizar o sistema como uma depressão tropical. No início de 28 de julho, a JTWC atualizou o sistema numa tempestade tropical. Algumas horas depois, a JMA também atualizou o sistema para uma tempestade tropical, nomeando-o Muifa. Pouco depois, a tempestade se mudou para a área de responsabilidade das Filipinas e a PAGASA a nomeou Kabayan. A tempestade gradualmente derivou para o norte no dia seguinte, mantendo a força. Na noite de 29 de julho, Muifa foi atualizada em uma tempestade tropical forte. Durante a noite, a tempestade se fortaleceu rapidamente e foi atualizada em tufão na manhã seguinte. A tempestade se fortaleceu tão rapidamente, e a JTWC informou que os ventos de pico da tempestade estavam atingindo 140 kn (260 km/h) (1 minuto sustentado), como se reforçou em um tufão de Categoria 5. No entanto, o tufão não conseguiu manter a força da Categoria 5 por muito tempo. De acordo com a JTWC, em 31 de julho, o tufão interagiu com um vale de nível superior e enfraqueceu em um tufão de Categoria 4. O sistema moveu-se gradualmente para o norte, depois virou para oeste e desviou-se para Okinawa, antes de voltar a virar para noroeste, quando foi finalmente rebaixada para uma tempestade tropical pela JTWC. Logo depois, a JMA também rebaixou Muifa para uma tempestade tropical forte. Depois de enfraquecer a uma tempestade tropical, Muifa fez desembarquel no estuário do Rio Yalu em 8 de agosto, e o JTWC emitiu o aviso final. No início de 9 de agosto, Muifa enfraqueceu para uma depressão tropical no nordeste da China e tornou-se uma área de baixa pressão mais tarde.
Muifa matou 2 homens, como seu barco foi virado nas proximidades de Hagonoy, Bulacan e Delta de Pampanga. Devido à monção sudoeste reforçada por Muifa, causou chuvas fortes em várias partes do Lução incluindo Metro Manila. No início de 2 de agosto, o Palácio Malaca suspendeu escritórios do governo e pré-escolas para o nível universitário em NCR. Províncias próximas como Calabarção (Região IV-A) também suspenderam suas classes. Em Marikina, 200 residentes ou 31 famílias que vivem em comunidades ao longo do Rio Marikina procuraram abrigo em centros de evacuação.

### Depressão tropical Lando
Em 31 de julho, a JMA informou que uma depressão tropical havia se desenvolvido cerca de 500 km a noroeste de Manila, nas Filipinas. No entanto, devido ao escoamento do Tufão Mufia, a convecção profunda que circundava o sistema estava sofrendo de cisalhamento a oeste do centro de circulação de baixo nível dos sistemas. Durante esse dia, a depressão moveu-se lentamente para o norte, antes de PAGASA o nomear como Lando, no entanto, durante o dia seguinte, eles relataram que a depressão tinha enfraquecido em uma área de baixa pressão e divulgou seu último Aviso sobre ele. Depois que a PAGASA emitiu seu aviso final, a JMA continuou a monitorar a depressão por mais 24 horas antes do final de 2 de agosto, a JMA retirou o sistema de seus avisos à medida que se dissipou.

### Tempestade tropical severa Merbok
No início de 2 de agosto, a JMA atualizou uma área de baixa pressão perto Ilha Wake para uma depressão tropical. O sistema se intensificou rapidamente e em apenas seis horas depois, a JMA atualizou o sistema para uma tempestade tropical, nomeando-o Merbok. Logo, a JTWC começou a monitorar o sistema como uma depressão tropical e atualizou-o para uma tempestade tropical mais tarde. Merbok começou a se mover lentamente para o oeste, mas logo depois virou para noroeste e gradualmente se desviou nessa direção. No final de 5 de agosto, a JMA atualizou Merbok em uma tempestade tropical severa. No início de 6 de agosto, O JTWC atualizou Merbok em um tufão de Categoria 1 a 960 mi leste-sudeste de Tóquio, Japão. No início do dia seguinte, os ventos da tempestade atingiram um pico de 140 km/h (90 mph) (1 minuto sustentado). Mais tarde naquele dia, o sistema foi apanhado numa posição vertical moderada de cisalhamento do vento e começou a enfraquecer. Em 8 de agosto, o sistema começou a acelerar para o norte a uma velocidade de 37 km/h (23 mph) e a convecção diminuiu gradualmente devido às temperaturas mais frias da superfície do mar e às condições desfavoráveis. Como resultado, a JMA informou que Merbok havia enfraquecido em uma tempestade tropical. Mais tarde naquele dia, o sistema começou a apresentar características extratropicais à medida que a convecção perto do olho se dissipava rapidamente. Assim, a JTWC emitiu o seu último Aviso sobre o sistema, informando que o sistema já não era tropical. Mais tarde, a JMA, notando também que o Merbok tinha perdido as suas características tropicais, emitiu o seu parecer final.

### Depressão tropical 13W
Uma depressão tropical gradualmente derivou para o norte e no início de 10 de agosto, e a JTWC começou a monitorar o sistema como uma depressão tropical e o designou 13W. Inicialmente, a JMA previu que o sistema se fortaleceria em uma tempestade tropical, mas em 11 de agosto, à medida que se movia mais para o norte em águas frias e condições desfavoráveis, a JMA emitiu seu aviso final. Mais tarde, o JTWC também emitiu seu aviso final sobre o sistema, relatando que ele havia se mudado para uma crista subtropical e esperava-se que se dissipasse em uma baixa remanescente. No entanto, a JMA continuou a rastrear os remanescentes como uma fraca depressão tropical nos próximos dias até que o sistema se dissipou em 15 de agosto.

### Tufão Nanmadol (Mina)
No final de 19 de agosto, uma área de baixa pressão se desenvolveu ao norte de Palau. No início de 20 de agosto, o sistema tornou-se mais bem organizado e desenvolveu um centro de circulação de baixo nível (LLCC). O sistema então virou para o norte e continuou a deriva para o norte até 21 de agosto, quando a JMA atualizou a área de baixa pressão para uma depressão tropical a leste das Filipinas. A JTWC emitiu igualmente um Alerta De Formação De Ciclones Tropicais (TCFA), relatando que o sistema estava se tornando mais bem organizado. Mais tarde naquele dia, a PAGASA começou a monitorar o sistema como uma depressão tropical e nomeou-o Mina. No final de 22 de agosto, o sistema tornou-se mais bem organizado, levando a JTWC a iniciar avisos sobre o sistema, designando-o 14W. Em 23 de agosto, o JMA atualizou 14W para uma tempestade tropical, nomeando-o Nanmadol. Durante a noite, o sistema continuou a intensificar-se e, no início de 24 de agosto, a JMA atualizou Nanmadol a uma tempestade tropical severa. Mais tarde naquele dia, as bandas convectivas melhoraram e Nanmadol desenvolveu uma característica semelhante a um olho. Como resultado, Nanmadol continuou a intensificar-se rapidamente e tornou-se um tufão, à meia-noite. Nanmadol continuou a deriva para o nordeste e atingiu a costa de Gonzaga, Cagayan, Filipinas com ventos fortes de mais 180 km/h (110 mph). Nanmadol enfraqueceu significativamente após interagir com a terra e, no início de 28 de agosto, a JMA rebaixou o Nanmadol para uma tempestade tropical severa. No final de 28 de agosto, Nanmadol fez seu segundo desembarque sobre Taimali no Condado Taitung Taiwan e começou a enfraquecer. Landfall enfraqueceu o sistema rapidamente, levando a JMA a rebaixar Nanmadol para uma tempestade tropical com ventos de 80 km/h (50 mph). Logo, começou a experimentar forte cisalhamento do vento e continuou enfraquecendo. O cisalhamento empurrou a convecção aproximadamente 70 km a sul do LLCC. O sistema também acelerou para a China em 8 kn (15 km/h) e enfraqueceu a uma tempestade tropical mínima. Após o seu terceiro landfall sobre Fujian, O Nanmadol enfraqueceu-se rapidamente, o que levou tanto a JTWC como a JMA a emitirem as suas advertências finais sobre o sistema.
Em 27 de agosto, cinco pessoas morreram depois que Nanmadol causou deslizamentos de terra. Pelo menos dois pescadores Filipinos estavam desaparecidos depois que os ventos fortes de Nanmadol provocaram grandes ondas. Em setembro de 2011, a JTWC atualizou o Nanmadol para um supertufão de Categoria 5 em pós-análise.

### Tempestade tropical severa Talas
No final de 21 de agosto, uma área de baixa pressão se desenvolveu a oeste de Guam, que está associada a partir dos restos de uma depressão tropical. À meia-noite daquele dia, o sistema tornou-se suficientemente bem organizado para que a JMA começasse a rastreá-lo como uma depressão tropical. Em 23 de agosto, o sistema mudou-se para um ambiente de baixo cisalhamento do vento e temperaturas quentes da superfície do mar, o que levou a JTWC a emitir um TCFA sobre ele. Em 25 de agosto, o sistema cresceu forte o suficiente para que o JMA o atualizasse para uma tempestade tropical, nomeando-o Tala. Mais tarde naquele dia, a CABT seguiu o exemplo e deu início a avisos sobre o Talas. Talas continuou a se fortalecer e, à meia-noite daquele dia, tornou-se uma forte tempestade tropical. Nos dias seguintes, Talas continuou a deriva para o norte muito lentamente até o final de 29 de agosto, quando o JMA atualizou Talas para um tufão. Logo, uma crista subtropical a oeste da tempestade enfraqueceu e a crista subtropical a leste do sistema empurrou Talas para o oeste. Como resultado, Talas acelerou em direção ao oeste mantendo força e fluxo de saída. Um ciclone de nível superior sobre o sistema suprimiu a convecção e impediu que chegasse ao centro. Portanto, Talas permaneceu fraco e não se fortaleceu ainda mais. A convecção nunca conseguiu consolidar o centro e as bandas convectivas permaneceram bem afastadas do centro de circulação de baixo nível totalmente exposto. A banda convectiva continuou a expandir-se cada vez mais com o exterior rainbands já escovando partes do Japão. As zonas costeiras do país já registaram ventos fortes várias horas antes do landfall, enquanto o bloco Omega continuou a conduzir Talas para a nação. A interação terrestre enfraqueceu Talas, levando a JMA a rebaixar Talas de um tufão para uma tempestade tropical severa com ventos de 60 kn (110 km/h). No início de 3 de setembro, Talas atingiu a costa Aki, Japão. Após desembarque, Talas acelerou para o norte em mais de 13 kn (24 km/h) e sua convecção central foi significativamente erodida e deslocada para o nordeste, pois Talas foi exposto a um cisalhamento do Vento muito forte de mais de 50 kn (93 km/h) isso tornou o LLCC muito distorcido e difícil de identificar. Talas foi incorporado em um zona baroclínica e a JTWC antecipou uma transição extratropical, o que os levou a emitir o seu aviso final sobre o sistema. Em 5 de setembro, a JMA emitiu seu aviso final sobre o sistema, relatando que Talas tornou-se extratropical sobre o Mar do Japão.
Em outubro de 2011, a JMA atualizou Talas como um tufão na pós-análise como tufão. Mas durante 2014, a JMA rebaixou Talas outra vez para tempestade tropical severa em outra pós-análise.

### Tempestade tropical Noru
Durante o 1 de setembro, a JTWC informou que uma perturbação tropical se desenvolveu dentro da saída da tempestade Tropical Talas, cerca de 980 km a nordeste de Aganha, Guam. A convecção profunda cercou a circulação de baixo nível dos sistemas, mas não estava se organizando, pois foi impactada, por uma quantidade moderada a forte de cisalhamento vertical do vento, que foi produzida pelo escoamento de Talas e um Célula TUTT a nordeste do sistema. No entanto, durante esse dia, o cisalhamento vertical do vento em torno do sistema relaxou e o sistema começou a se consolidar, enquanto se movia para o norte-noroeste em torno de uma crista subtropical de alta pressão. No início do dia seguinte, porque o sistema continuou a consolidar o JTWC emitiu um alerta de formação de ciclones tropicais, enquanto o JMA informou que o sistema havia se tornado uma depressão tropical. Nas próximas 24 horas, o sistema continuou a se consolidar à medida que se movia em direção ao norte-noroeste antes que o JTWC iniciasse avisos sobre o sistema à medida que se intensificava na tempestade tropical 16W, no entanto, o JMA não o nomeou como Noru até às 06:00 UTC em 4 de setembro. Como foi nomeado, o JTWC informou que o Noru atingiu o pico com velocidades de vento de 1 minuto de 85 km/h, enquanto o JMA relatou velocidades de vento sustentadas de pico de 10 minutos de 75 km/h. Em 5 de setembro, depois de atingir o pico de intensidade, uma nova célula Tutt desenvolveu-se sobre o sistema e começou a inibir a saída e cortar a convecção, o que significava que, como resultado, o sistema começou a enfraquecer. Nos dois dias seguintes, Noru passou por uma transição extratropical antes de se tornar um ciclone extratropical em 6 de setembro, por volta de 1 150 km a nordeste de Tóquio, Japão. Como um ciclone extratropical, Noru continuou seu movimento em direção ao norte-noroeste e afetou Sacalina e as Ilhas Curilas, antes de passar Ocótsqui em 9 de setembro, e se dissipou.

### Tempestade tropical Kulap (Nonoy)
No final de 4 de setembro, uma área de baixa pressão se desenvolveu a sudeste de Okinawa, Japão. Nos dois dias seguintes, o sistema deslocou-se para norte e desenvolveu um LLCC bem definido com bandas convectivas organizadas, o que levou a JMA a atualizar a área de baixa pressão para uma depressão tropical. Em 7 de setembro, a convecção consolidou muito bem o centro de circulação de baixo nível, com faixas bem curvas envolvidas nele. Além disso, as altas temperaturas da superfície do mar e o cisalhamento do vento muito baixo fizeram com que o sistema sofresse aprofundamento rápido, antes disso, a JMA atualizou o sistema para uma tempestade tropical e nomeou-o Kulap. No entanto, o sistema parou de se fortalecer logo depois, pois o LLCC ficou parcialmente exposto e a convecção foi deslocada para o sul. Kulap permaneceu pequeno em tamanho e o ar seco que entrava pela periferia ocidental o impediu de se fortalecer ainda mais. O cisalhamento do vento aumentou, empurrando a convecção aproximadamente 180 nmi (330 km) sul do LLCC. Além disso, Kulap estava localizado abaixo de um calha troposférica superior tropical (Célula TUTT) que causou subsidência. Uma crista de direção subtropical de nível médio fez com que Kulap seguisse em direção noroeste. Em 8 de setembro, Kulap mudou-se para a periferia leste-nordeste da área de responsabilidade das Filipinas (PAR), levando o PAGASA a começar a emitir avisos sobre o sistema, nomeando-o Nonoy. No entanto, Kulap acelerou rapidamente para o norte e saiu do PAR na mesma noite, levando o PAGASA a emitir seu aviso final sobre o sistema. Depois de aumentar o cisalhamento do vento causou mais enfraquecimento, o JTWC rebaixou Kulap para uma depressão tropical no final de 8 de setembro,. No início de 10 de setembro, a JMA também rebaixou Kulap para uma depressão tropical, e continuou a rastrear os remanescentes de Kulap como uma depressão tropical até que foi finalmente absorvida pela frente climática no início de 11 de setembro.

### Tufão Roke (Onyok)
No início de 8 de setembro, um grupo de tempestade reuniam-se como uma área de baixa pressão com melhoria do escoamento e um centro de circulação de baixo nível (LLCC) em desenvolvimento. Mais tarde naquele dia, o JMA atualizou a área de baixa pressão para uma depressão tropical Norte-Nordeste do Ilhas Marianas Do Norte. Nos dois dias seguintes, o sistema gradualmente se deslocou para o oeste e se intensificou ligeiramente, levando a JTWC a emitir um alerta de formação de ciclones tropicais (TCFA) sobre ele. A convecção consolidou gradualmente o LLCC e a JTWC iniciou avisos sobre o sistema em 11 de setembro, designando-o com 18W. No dia seguinte, a depressão foi para a área de responsabilidade das Filipinas (PAR) e o PAGASA iniciou avisos sobre a depressão, nomeando-a Onyok. No entanto, tal como o Kulap, Onyok também saiu do PAR em 6 horas após entrar na região. Em um comunicado, a JTWC informou que havia pelo menos mais dois vortices associados ao sistema, isso causou um movimento abrupto e errático. Contudo, estando localizado em uma área de temperaturas quentes da superfície do mar e baixo cisalhamento vertical do vento, a depressão continuou a se fortalecer e em 13 de setembro, a JMA atualizou a depressão para uma tempestade tropical e nomeou-a Roke. Em 17 de setembro, Roke desenvolveu um pequeno, olho convectivo profundo promovendo o JMA para atualizar Roke para uma tempestade tropical severa com ventos de mais de 50 kn (93 km/h). Entre 19 e 20 de setembro, Roke passou por Intensificação explosiva, um caso mais extremo de aprofundamento rápido que envolve um aprofundamento de ciclone tropical a uma taxa de pelo menos 2,5 mbar por hora durante um período mínimo de 12 horas. Além disso, acrescentaram que Roke desenvolveu um olho de 10 nmi (19 km) e um boa saida de canal em direção ao polos. Em 21 de setembro, o tufão Roke atingiu a costa Hamamatsu, Japão por volta das 5:00 UTC (14:00 JST). Logo Roke começou a enfraquecer à medida que os topos das nuvens começaram a aquecer e o diâmetro do olho começou a diminuir. No entanto, o sistema continuava a manter um escoamento quase radial e a estrutura convectiva continuava a manter-se organizada, o que impedia o Roke de se dissipar rapidamente. Embora Roke tenha entrado numa fase de Des-intensificação, ainda tinha muita força que representava uma grande ameaça para as regiões do Japão. Localizado aproximadamente 330 nmi (610 km) sudoeste de Yokosuka, o tufão acelerou norte-noroeste em aproximadamente 16 kn (30 km/h) com ventos de mais 100 kn (190 km/h) (1-min sustentado) sendo um tufão de categoria 3 no SSHS. Estando inserida na zona baroclínica, a Roke iniciou a sua transição extratropical. Além disso, a interação terrestre enfraqueceu severamente a tempestade para um tufão mínimo de categoria 1 com ventos de 70 kn (130 km/h) (1 minuto sustentado). Apenas seis horas depois, a tempestade enfraqueceu ainda mais e acelerou para nordeste aproximadamente 31 kn (57 km/h) com rápida dissipação de convecção profunda completamente cortada para o nordeste do LLCC. Como resultado, a CABT cessou os avisos sobre a tempestade, uma vez que se tornou totalmente extratropical.

### Tufão Sonca
No início de 13 de setembro, uma área de baixa pressão formou-se a nordeste do Ilhas Marianas Do Norte. O sistema gradualmente derivou para o norte e se intensificou constantemente até o dia seguinte, quando a JMA atualizou o sistema para uma depressão tropical. Mais tarde, em 14 de setembro, o JTWC emitiu um alerta de formação de ciclones tropicais (TCFA) no sistema informando que o sistema poderia se intensificar em uma tempestade tropical dentro de 24 horas a partir de então. A convecção consolidou rapidamente o centro com convecção persistente e profunda em torno da periferia nordeste, levando a JTWC a iniciar avisos sobre o sistema, designando-o com 19W. Em breve, a JMA também iniciou avisos sobre o sistema, atualizando-o para tempestade tropical Sonca. Na mendicância, Sonca parecia ter se intensificado rapidamente desde a formação, no entanto, logo a tempestade enfraqueceu de volta a uma tempestade tropical mínima por causa do ar seco que entrava no LLCC que o fazia alongar e enfraquecer. No entanto, isso não durou muito tempo, uma vez que a convecção vigorosa persistiu sobre o LLCC bem definido com bandas fortemente curvas envolvidas, Sonca continuou a fortalecer gradualmente e o JTWC relatou ventos de pelo menos 50 kn (93 km/h) perto do centro. Como Sonca continuou a se fortalecer, e o JMA atualizou-o para uma forte tempestade tropical em 17 de setembro,. Mais tarde naquele dia, a Sonca desenvolveu uma grande 10 nmi (19 km) olho esfarrapado com bandas convectivas profundas firmemente envolvidas nele. Como resultado, o Sonca se fortaleceu mais rapidamente e, no início do dia seguinte, tornou-se um tufão. Em 19 de setembro, Sonca atingiu um pico de intensidade de 85 kn (157 km/h) (Média de 1 minuto) e 70 kn (130 km/h) (Média de 10 minutos) e logo a convecção em torno da periferia norte começou a enfraquecer. Estando inserida numa zona baroclínica com baixas temperaturas da superfície do mar, a Sonca iniciou a sua transição extratropical no final de 19 de setembro.

### Tufão Nesat (Pedring)
Em 23 de setembro, tanto a JMA quanto a JTWC relataram que a depressão Tropical 20W havia se desenvolvido sobre 610 km a sudoeste da cidade de Hag1, Guam. No início de 24 de setembro, a JMA atualizou ainda mais 20W para uma tempestade tropical e nomeou-a Nesat. A Nesat continuou a derivar para oeste com a expansão da convecção profunda em todo o sistema e a consolidação da convecção em torno do LLCC. A anomalia quente de Nível Médio perto do sistema continuou a intensificar-se e as bandas convectivas perto do LLCC tornaram-se cada vez mais apertadas. Como um resultado, o JMA atualizou o nesat para uma tempestade tropical severa em 25 de setembro,. No final do mesmo dia, a JMA atualizou ainda mais o nesat para um tufão. O sistema aprofundou-se rapidamente e desenvolveu rapidamente uma 30 nmi (56 km) olho esfarrapado e mesoescala anticiclone no alto, gerando uma saída geral excepcionalmente excelente. Além disso, o sistema tinha uma saída simetrica radial. A JTWC previa originalmente que Nesat se tornasse um tufão de Categoria 4 no SSHS com ventos superiores 130 kn (240 km/h) (1 minuto sustentado). No entanto, devido a uma anomalia de frio, o sistema atingiu apenas uma velocidade do vento sustentada máxima de 1 minuto de 115 kn (213 km/h). A transição foi relativamente rápida devido a um limite frontal e a JTWC informou que a Sonca se tornou extratropical no início de 20 de setembro, enquanto a JMA fez o mesmo no final da noite.
No início de 27 de setembro, a Nesat atingiu a região de Lução, nas Filipinas. Como resultado, a parede do olho foi corroída e os ventos sustentados máximos de 1 minuto caíram para 95 kn (176 km/h). O sistema se aproximou da terra em quase 10 kn (19 km/h). No entanto, mais tarde naquele dia, o LLCC começou a se consolidar com a convecção, à medida que Nesat rapidamente se movia para o oeste e ressurgia sobre a água. Naquela época, estava localizado perto da periferia sul de uma camada profunda cume de direção subtropical e moveu-se para o sudoeste e os ventos baixaram ainda mais para 85 kn (157 km/h) devido à interacção com a terra. Embora o sistema tenha mantido a convecção profunda central global, subsidência persistiu ao longo do quadrante noroeste, o que causou uma maior queda na velocidade do vento. A análise do nível superior indicou que o Nesat se situava a sul de um eixo de cumeeira numa zona de vertical moderada cisalhamento do vento. O sistema continuou a enfraquecer com bandas convectivas fracamente envolvidas no LLCC parcialmente exposto. Os ventos continuaram a cair e finalmente chegaram 65 kn (120 km/h) (1-min sustentado) o que o tornou um tufão mínimo no SSHS. Apesar do enfraquecimento, as imagens de vapor de água mostraram que o tufão ainda mantinha uma excelente saída para o equador e melhorava a saída para o pólo. Nesat manteve uma área relativamente grande de ventos fortes, imagens animadas de satélite infravermelho mostravam que a tempestade estava se expandindo em tamanho e as bandas convectivas continuaram a se afastar cada vez mais do LLCC. O LLCC também era relativamente grande, alongado e livre de nuvens.
Em 29 de setembro, quando a Nesat conseguiu re-desenvolver um olho 10 nmi (19 km) esfarrapado, atingiu a costa Wenchang em Ainão, China e começou a enfraquecer novamente. Devido à fraca forma e desorganização no LLCC, o tufão só conseguiu manter uma velocidade do vento sustentada máxima de 1 minuto de 65 kn (120 km/h). Mesmo após o desembarque, Nesat manteve uma convecção vigorosa em todo o LLCC e não enfraqueceu muito quando comparado com as reações após o desembarque nas Filipinas. Havia uma temperatura da superfície do mar de aproximadamente 28 °C (82 °F) e um ligeiro cisalhamento vertical do vento 10 kn (19 km/h) perto do centro do sistema naquele momento. A JTWC antecipou que a tempestade se arrastaria gradualmente sobre o Golfo de Tonquim e fazer landfall sobre o Vietname com uma velocidade do vento sustentada de pelo menos 1 minuto 50 kn (93 km/h). No início de 30 de setembro, Nesat atingiu o norte do Vietnã com uma velocidade do vento sustentada de 1-mim de 55 kn (102 km/h) e um LLCC bem definido e bem embrulhado, e logo começou a enfraquecer. Devido à interação da terra, a convecção em torno do sistema começou a decair rapidamente. Devido ao rápido enfraquecimento, o JTWC cessou os avisos sobre a tempestade, logo depois. Mais tarde naquela noite, a JMA rebaixou Nesat para uma baixa tropical sobre a terra e emitiu seu aviso final sobre o sistema.
Os moradores de Manila não tinham nada a fazer além de atravessar as águas da enchente até a cintura, esquivando-se de galhos e detritos voadores enquanto o tufão enviava ondas tão altas quanto palmeiras sobre os paredões, submergindo completamente os bairros. Na noite de 27 de setembro, pelo menos 7 pessoas foram mortas e a maioria delas na região metropolitana de Manila, um lugar já atingido por chuvas fortes de monções. Semelhante à Universidade de Tulane durante o Furacão Katrina, o Hospital de Manila transferiu pacientes de seu andar térreo, que foi inundado por águas profundas. Os geradores dos hospitais foram inundados e o edifício não tinha energia desde a chegada do tufão. Soldados e policiais em camiões deslocaram milhares de residentes, sobretudo as mulheres e as crianças, para longe do barraco de Baseco, depois de muitas casas terem sido arrastadas pelas tempestades e enchentes trazidas pela Nesat. O tufão atingiu a costa antes do amanhecer, desencadeando uma resposta instantânea. As autoridades ordenaram que mais de cem mil pessoas em todo o país fugissem das chuvas e rajadas de vento do tufão Nesat. Várias escolas e escritórios foram fechados e milhares ficaram presos depois que os Serviços de voo e balsa foram completamente interrompidos pela tempestade feroz. Quase trinta e sete por cento da área de Serviço da Manila Electric Company ficou sem energia depois que ventos fortes e chuvas fortes derrubaram as linhas de energia. Além disso, em Malabon, Navotas e Valenzuela, a Manila Electric power company desligou a energia para evitar acidentes.
Durante o final de 2011, a JTWC, em vez disso, atualizou o nesat de um tufão de categoria 3 para um tufão de categoria 4 como uma pós-análise.

### Tempestade tropical Haitang
Na noite de 21 de setembro, quase ao mesmo tempo em que o Nesat foi visto pela primeira vez, outra área de baixa pressão persistiu no extremo sul de Hong Kong. A baixa lentamente derivou para o norte e se fortaleceu lentamente até 24 de setembro, quando a JMA atualizou o sistema para uma depressão tropical a leste de Vietname. Mais tarde naquele dia, a JTWC emitiu um alerta de formação de ciclones tropicais afirmando que a baixa poderia evoluir para um ciclone tropical. Apenas algumas horas depois, a CABT iniciou avisos sobre o sistema, designando-o com 21W. No início do dia seguinte, a tempestade se fortaleceu significativamente que a JMA a transformou em uma tempestade tropical, nomeando-a Haitang. Mais tarde naquele dia, a tempestade desenvolveu-se de forma mais organizada; no entanto, o centro de circulação de baixo nível do sistema (LLCC) ficou totalmente exposto devido ao cisalhamento vertical moderado do vento do sistema próximo, o tufão Nesat, que também fez com que a tempestade permanecesse muito fraca com ventos de 35 kn (65 km/h). Naquela noite, o cisalhamento do vento de Nesat, que se aproximava de Haitang, fortaleceu e empurrou toda a convecção para oeste-sudoeste, mantendo a tempestade relativamente fraca. Embora uma crista construída sobre a China tenha colidido com o escoamento em direção aos pólos, o escoamento euquatoward permaneceu significativamente excelente. Haitang também era um motor lento, movendo-se para o oeste apenas 3 kn (5.6 km/h). Contudo, na noite de 26 de setembro, Haitang acelerou rapidamente para o oeste em mais de 13 kn (24 km/h) e fez landfall sobre Vietname. Embora tenha havido uma explosão de convecção naquela época, tanto a interação terrestre quanto o cisalhamento vertical do vento enfraqueceram o sistema em uma depressão tropical e o JTWC cessou seus avisos. O JMA rastreou Haitang como uma depressão tropical até que finalmente se dissipou no interior do Vietnã no início de 27 de setembro,.

### Tufão Nalgae (Quiel)
Em 26 de setembro, a Agência Meteorológica do Japão (JMA) começou a monitorar uma depressão tropical fraca que se desenvolveu sobre 1 260 km a noroeste de Manila nas Filipinas. Durante esse dia, enquanto a depressão se deslocava para noroeste, o seu centro de circulação de baixo nível consolidou-se rapidamente numa zona de condições favoráveis para um maior desenvolvimento do sistema. Tal levou a JTWC a emitir um Alerta De Formação De Ciclones Tropicais no sistema cedo no dia seguinte. No entanto, menos de 3 horas depois, o JTWC decidiu emitir avisos sobre o sistema que o designa como depressão tropical 22W, antes de o JMA informar que a depressão se tornou uma tempestade tropical e a nomeou Nalgae.
A tempestade foi lentamente para oeste e continuou a intensificar-se gradualmente. Nalgae desenvolveu uma característica semelhante a um olho de ciclone e bandas convectivas bem definidas em todos os quadrantes. O sistema tinha um pequeno raio de ventos, embora ainda estivesse se fortalecendo significativamente e estivesse muito bem definido. Na noite de 28 de setembro, a JMA informou que Nalgae continuou a intensificar-se, à medida que a elevaram a uma tempestade tropical severa com ventos de mais de 55 kn (102 km/h). Naquela noite, o PAGASA iniciou avisos sobre Nalgae, dando - lhe o nome local Quiel, uma vez que entrou na zona de responsabilidade das Filipinas (PAR). No final de 29 de setembro, o JMA atualizou Nalgae para um tufão. Nalgae intensificou-se rapidamente em 30 de setembro, e alcançou status de categoria de supertufão no início de 1 de outubro, pouco antes de atingir a costa Lução. Devido à interação da terra e à temperatura da superfície do mar fria no Mar da China Meridional, a JMA rebaixou Nalgae para uma tempestade tropical severa em 2 de outubro e, em seguida, uma tempestade tropical no final de 3 de outubro. A JTWC rebaixou Nalgae para uma depressão tropical em 4 de outubro, e a JMA também o fez no dia seguinte. Mais tarde, em 5 de outubro, a baixa remanescente de Nalgae se dissipou.
Atingindo as Filipinas poucos dias após o Tufão Nesat, Nalgae causou mais danos em Lução. Embora inicialmente receasse que as Nalgae causassem muito mais danos a Lução, que foi gravemente afectada pelo Tufão Nesat, os danos causados pela tempestade não eram tão previsivelmente mais leves do que o Tufão Nesat, que ironicamente é muito mais fraco do que Nalgae, mas os ventos fortes e as fortes chuvas da tempestade causaram quedas de energia generalizadas e inundações que deixaram muitas comunidades isoladas. Quase 2 900 casas foram destruídas e aproximadamente outras 15.400 sofreram danos. Pelo menos 18 pessoas foram mortas pela tempestade e outras 7 foram declaradas desaparecidas em 11 de outubro. Um total de 1.113 763 pessoas foram afetadas pela tempestade. As perdas totais no país atingiram pouco mais de 115 milhões de PHP (us $ 2,62 milhões).

### Tempestade tropical Banyan (Ramon)
Em 7 de outubro, a JTWC começou a monitorizar uma perturbação tropical que se tinha desenvolvido numa zona de baixo vento vertical, cerca de 750 km ao sul de Aganha, Guam. Nos dois dias seguintes, o sistema desenvolveu-se gradualmente enquanto avançava para o ocidente, antes de a JMA informar, em 9 de outubro, que a perturbação tinha evoluído para uma depressão tropical. No início de 10 de outubro, a JTWC atualizou o sistema para uma depressão tropical designando como 23W, e o PAGASA também atualizou-o para uma depressão tropical e nomeou-o Ramon. Em 11 de outubro, a JMA e a JTWC atualizaram o sistema para uma tempestade tropical e o nomearam Ramon. No início de 12 de outubro, Banyan atingiu a costa Leyte, Filipinas, e a JTWC rebaixaram-na para uma depressão tropical. Meio dia depois, a JMA também rebaixou Banyan para uma depressão tropical. O sistema dissipou-se na Mar da China Meridional, em 16 de outubro.
Enquanto rastreava as Filipinas, Banyan produziu fortes chuvas em grande parte do país, levando a inundações generalizadas. Pelo menos dez pessoas foram mortas pela tempestade e outra foi dada como desaparecida. Um total de 75 632 pessoas foram afetadas pela tempestade.

### Depressão tropical 24W
Em 5 de novembro, a JTWC começou a monitorizar uma perturbação tropical que se tinha desenvolvido numa zona de baixo vento vertical, cerca de 640 km a leste-sudeste da cidade de Ho Chi Minh, no Vietname. Nos dois dias seguintes, a perturbação moveu-se para o norte-noroeste, à medida que a convecção atmosférica em torno do sistema se envolvia nos distúrbios que se desenvolviam no centro de circulação de baixo nível. Durante o dia 7 de novembro, a JMA e a JTWC informaram que a perturbação se tinha tornado uma depressão tropical e começaram a alertá-la, com esta a designar como depressão tropical 24W.

### Depressão tropical 25W
Durante o dia 3 de dezembro, a JTWC começou a monitorizar uma perturbação tropical, que se tinha desenvolvido numa zona de vento vertical moderado, cerca de 180 km a noroeste de Bandar Seri Begawan, Brunei. Durante esse dia, convecção atmosférica profunda em torno do sistema construído sobre os distúrbios circulação de baixo nível, antes de a JTWC reportar durante o dia seguinte, que a perturbação tinha evoluído para um ciclone tropical e designou-o como depressão tropical 25w. Apesar de se prever que se intensifique para uma tempestade tropical depois de ser designada, a depressão mudou-se para o noroeste e deteriorou-se rapidamente à medida que interagia com os ventos frios e secos do nordeste, como resultado, a JTWC emitiu o seu aviso final sobre o sistema no início de 5 de dezembro.

### Depressão tropical 26W
Em 9 de dezembro, a JTWC começou a monitorizar uma perturbação tropical que se tinha desenvolvido cerca de 550 km a sul-sudeste de Manila, na Ilha de Lução. Em 11 de dezembro, a JTWC cancelou o TCFA sobre a perturbação devido à interação com o ar frio proveniente do norte. A depressão tropical atingiu o pico de intensidade ao meio-dia, no dia 11 de dezembro, por se situar sobre o centro, do Mar da China Meridional. Mas mais tarde naquele dia, a depressão começou a enfraquecer rapidamente, à medida que a tempestade se movia para sudeste. No entanto, a JTWC emitiu novamente um TCFA sobre a perturbação no início de 12 de dezembro, devido a uma diminuição do cisalhamento vertical do vento. Depois de algumas horas, o JTWC atualizou-o para uma depressão tropical e designou como 26W. Depois de alguns dias à deriva para sudoeste no Mar da China Meridional, em 13 de dezembro, a JTWC emitiu os seus avisos finais sobre o sistema quando este começou a enfraquecer. No final de 14 de dezembro, a depressão tropical dissipou-se perto Bornéu.

### Tempestade tropical severa Washi (Sendong)
Em 11 de dezembro, uma perturbação se formou e persistiu perto Chuuk. Em 13 de dezembro, a zona de baixa pressão intensificou-se rapidamente, o que levou a JTWC a emitir um TCFA. No mesmo dia, a CABT elevou a baixa pressão para uma depressão tropical e designou como 27W; além disso, a JMA também a elevou para uma depressão tropical. A JTWC atualizou o sistema para uma tempestade tropical em 14 de dezembro, mas o rebaixou para uma depressão tropical no início de 15 de dezembro, e o PAGASA o designou Sendong quando entrou na área de responsabilidade das Filipinas. Depois de passar Palau em 15 de dezembro, tanto a JTWC quanto a JMA atualizaram o sistema para uma tempestade tropical e o nomearam Washi. Em 16 de dezembro, Washi atingiu a terra firme Surigao del Sur, uma província do Filipino localizar Mindanao. Várias horas depois, Washi chegou ao Mar Sulu e recuperou sua força rapidamente, devido à leve interação da terra com Mindanao. No final de 17 de dezembro, Washi cruzou Palawan, e chegou ao Mar da China Meridional. Em 19 de dezembro, Washi enfraqueceu em uma depressão tropical e se dissipou.
Nas Filipinas, Washi causou pelo menos 1.268 mortes e 1 079 pessoas estão oficialmente listadas como desaparecidas. Washi afetou 102.899 famílias ou 674 472 pessoas em 766 aldeias em 52 vilas e oito cidades em 13 províncias. A maioria das mortes ocorreu nas cidades de Iligan e Cagayan de Oro. Cinco pessoas morreram em um deslizamento de terra, mas todas as outras morreram em inundações repentinas. Mais de 2.000 foram resgatados, segundo as Forças Armadas das Filipinas. As autoridades também estavam investigando relatos de que uma aldeia inteira foi varrida. As inundações repentinas ocorreram durante a noite, após 10 horas de chuva, agravadas por rios e afluentes transbordantes. Em algumas áreas, até 20 centímetros de chuva caíram em 24 horas. Pelo menos 20 000 pessoas estavam hospedadas em 10 centros de evacuação em Cagayan De Oro. Autoridades disseram que, apesar do aviso do governo, algumas pessoas não evacuaram. Pelo menos 9 433 casas foram destruídas, enquanto 18.616 foram danificadas.

## Outros sistemas
As seguintes depressões tropicais fracas foram também monitorizadas por um ou mais centros de alerta, mas tiveram uma existência curta ou não se desenvolveram significativamente. Em 31 de maio, a JMA informou que uma depressão tropical havia se desenvolvido no extremo sul de uma linha de cisalhamento, cerca de 420 km, (260 mi) a sudeste de Hong Kong, China. Durante esse dia, à medida que a depressão se movia para o norte-nordeste, uma depressão de baixa pressão localizada sobre a ilha de Ainão e o ar frio seco envolvido na circulação da depressão inibiram o desenvolvimento da depressão. A depressão então degenerou em uma área de baixa pressão durante o dia seguinte, antes de se dissipar em 2 de junho,. Em 14 de junho, a JMA informou que uma depressão tropical havia se desenvolvido dentro de uma área de vento vertical moderado, sobre 764 km (475 mi) a sudoeste de Manila, Filipinas. Durante esse dia, a depressão mudou-se para o norte-noroeste, antes de o sistema se dissipar no dia seguinte. Em 16 de julho, a JMA informou que uma depressão tropical havia se desenvolvido sobre 225 km a leste de Hanói, no norte do Vietnã, no entanto, enfraqueceu rapidamente após interagir com a terra. Em 19 de agosto, uma área de baixa pressão se desenvolveu leste-nordeste de Guam. No início de 20 de agosto, o sistema desenvolveu uma ampla área de centro de circulação de baixo nível e boa divergência no alto tornando-se mais bem definido. Mais tarde naquele dia, a JMA atualizou o sistema para uma depressão tropical a sudeste do Ilhas Bonin. Em 22 de agosto, o sistema começou a interagir com um anticiclone e foi exposto a um forte cisalhamento vertical do vento, levando a JMA a parar de monitorar o sistema como uma depressão tropical, à medida que o sistema se dissipava para uma baixa remanescente. No entanto, à meia-noite, no mesmo dia, os remanescentes se regeneraram, e a JMA começou a rastrear o sistema como uma depressão tropical novamente, até que apareceu pela última vez perto Okinawa, Japão em 25 de agosto, quando o sistema se dissipou completamente. Em 14 de setembro, a JMA começou a monitorar uma depressão tropical que se desenvolveu cerca de 720 km a sudeste de Taipei, em Taiwan. Durante esse dia, a depressão permaneceu quase estacionária, antes de se tornar estacionária, a JMA notou a depressão pela última vez no final de 15 de setembro, uma vez que foi absorvida pelo Tufão Roke.

## Nomes das tempestades
Dentro do Noroeste do Oceano Pacífico, tanto a Agência Meteorológica do Japão (AMJ) e a Administração de Serviços Atmosféricos, Geofísicos e Astronômicos das Filipinas atribuem nomes a ciclones tropicais que se desenvolvem no Pacífico ocidental, o que pode resultar em um ciclone tropical com dois nomes. A RSMC Tokyo da Agência Meteorológica do Japão — O Typhoon Center atribui nomes internacionais a ciclones tropicais em nome do Comitê de tufões da Organização Meteorológica Mundial, caso eles sejam julgados como tendo ventos sustentados de 10 minutos de 65 km/h, (40 mph). Enquanto a atmosfera das Filipinas, A administração de Serviços geofísicos e astronômicos atribui nomes a ciclones tropicais que se movem ou se formam como uma depressão tropical em sua área de responsabilidade localizada entre 135°e e 115°e entre 5°N-25°N, mesmo que o ciclone tenha um nome internacional atribuído a ele. Os nomes de ciclones tropicais significativos foram retirados pela PAGASA e pelo Comitê de tufões. se a lista de nomes para a região das Filipinas ficar esgotada, então os nomes serão retirados de uma lista auxiliar da qual os primeiros dez são publicados cada temporada. Os nomes não utilizados estão marcados em cinzento.

### Nomes internacionais
Durante a temporada,  21 tempestades tropicais se desenvolveram no Pacífico ocidental e cada uma foi nomeada pela AMJ, quando o sistema foi considerado com ventos sustentados de 10 minutos de 65 km/h. A AMJ selecionou os nomes de uma lista de 140 Nomes, que foram desenvolvidos pelos 14 países membros e territórios do Comitê de tufões ESCAP/OMM.
| Aere  | Songda | Sarika | Haima | Meari | Ma-on | Tokage  | Nock-ten | Muifa  | Merbok | Nanmadol |
| Talas | Noru   | Kulap  | Roke  | Sonca | Nesat | Haitang | Nalgae   | Banyan | Washi  |          |

Após a temporada, o Comité de tufões retirou o nome Washi das suas listas de nomes, e em fevereiro de 2012, foi posteriormente substituído pelo Hato para futuras temporadas.

## Filipinas
| Amang          | Bebeng                 | Chedeng                | Dodong                | Egay                              |
| Falcon         | Goring                 | Hanna                  | Ineng                 | Juaning                           |
| Kabayan        | Lando                  | Mina                   | Nonoy                 | Onyok                             |
| Pedring        | Quiel                  | Ramon                  | Sendong               | Tisoy (sem usar)                  |
| Ursula         | Viring (sem ser usado) | Weng (sem ser usado)   | Yoyoy (sem ser usado) | Zigzag (sem usar) (sem ser usado) |
| Lista auxiliar |                        |                        |                       |                                   |
| Abe            | Berto (sem ser usado)  | Charo (sem ser usado)  | Dado (sem ser usado)  | Estoy (sem usar) (sem ser usado)  |
| Felion         | Gening (sem ser usado) | Herman (sem ser usado) | Irma (sem ser usado)  | Jaime (sem usar) (sem ser usado)  |

Durante a temporada, a PAGASA usou o seu próprio esquema de nomenclatura para os 19 ciclones tropicais, que se desenvolveram dentro ou se mudaram para a sua área de Responsabilidade auto-definida. os nomes foram retirados de uma lista de nomes, que tinham sido usados pela última vez em 2007 e estão programados para serem usados novamente em 2015.
Após a temporada os nomes Bebeng, Juaning, Mina, Pedring e Sendong foram aposentados pela PAGASA, uma vez que eles causaram mais de 300 mortes e mais de 1 mil milhão de Php em danos. Eles foram posteriormente substituídos na lista por Betty, Jenny, Marilyn, Perla e Sarah. O nome Sendong também foi retirado da lista depois de ter causado mais de 300 mortes, quando atingiu as Filipinas em dezembro de 2011.

## Efeitos da estação
Esta tabela lista todos os ciclones tropicais que foram monitorados durante a temporada de tufões no Pacífico de 2011. As informações sobre a sua intensidade, duração, nome, áreas afetadas, provêm principalmente dos centros de alerta, enquanto os relatos de morte e danos provêm de relatórios de imprensa ou da Agência Nacional de gestão de desastres relevante e incluem qualquer impacto associado ao sistema.
| Nome                | Datas ativo                               | Classificação máxima       | Velocidade de vento sustentados | Pressão               | Áreas afetadas                                   | Danos (USD)    | Fatalidades                              | Refs    |
| ------------------- | ----------------------------------------- | -------------------------- | ------------------------------- | --------------------- | ------------------------------------------------ | -------------- | ---------------------------------------- | ------- |
| 01W                 | 1–4 de abril                              | Depressão tropical         | 55 km/h (35 mph)                | 1,004 hPa (29.6 inHg) | Nenhum                                           | Nenhum         | Nenhum                                   |         |
| 02W (Amang)         | 3–6 de abril                              | Depressão tropical         | 55 km/h (35 mph)                | 1,000 hPa (30 inHg)   | Ilhas Marianas                                   | Nenhum         | Nenhum                                   |         |
| Aere (Bebeng)       | 5–12 de maio                              | Tempestade tropical        | 75 km/h (45 mph)                | 992 hPa (29.3 inHg)   | Filipinas, Japão                                 | $34 400 000    | 48                                       | [ 29 ]  |
| Songda (Chedeng)    | 19–29 de maio                             | Tufão violento             | 195 km/h (120 mph)              | 920 hPa (27 inHg)     | Micronesia, Filipinas, Japão, British Columbia   | $287 000 000   | 17                                       |         |
| TD                  | 31 de maio – 1 de junho                   | Depressão tropical         | Não definido                    | 1,004 hPa (29.6 inHg) | Nenhum                                           | Nenhum         | Nenhum                                   |         |
| Sarika (Dodong)     | 8–11 de junho                             | Tempestade tropical        | 75 km/h (45 mph)                | 996 hPa (29.4 inHg)   | Filipinas, China                                 | $248 000 000   | 28                                       | [ 244 ] |
| TD                  | 14–15 de junho                            | Depressão tropical         | Não definido                    | 1,004 hPa (29.6 inHg) | China                                            | Nenhum         | Nenhum                                   | [ 245 ] |
| Haima (Egay)        | 16–25 de junho                            | Tempestade tropical        | 75 km/h (45 mph)                | 985 hPa (29.1 inHg)   | Filipinas, China, Vietnam, Laos, Tailândia       | $167 000 000   | 18                                       |         |
| Meari (Falcon)      | 20–27 de junho                            | Tempestade tropical severa | 110 km/h (70 mph)               | 975 hPa (28.8 inHg)   | Filipinas, China, Japão, Coreia                  | $1 240 000     | 11                                       |         |
| Goring              | 8–10 de julho                             | Depressão tropical         | 45 km/h (30 mph)                | 1,000 hPa (30 inHg)   | Japão, Taiwan                                    | Nenhum         | Nenhum                                   |         |
| Ma-on (Ineng)       | 11–24 de julho                            | Tufão muito forte          | 175 km/h (110 mph)              | 935 hPa (27.6 inHg)   | Ilhas Marianas, Japão                            | $50 000 000    | 5                                        | [ 248 ] |
| Tokage (Hanna)      | 13–15 de julho                            | Tempestade tropical        | 65 km/h (40 mph)                | 1,000 hPa (30 inHg)   | Nenhum                                           | Nenhum         | Nenhum                                   |         |
| TD                  | 16–17 de julho                            | Depressão tropical         | Não definido                    | 1,000 hPa (30 inHg)   | China                                            | Nenhum         | &-1-1-1-1-1-1-1-1-1-1-1-1-1-1-1-1.000000 |         |
| Nock-ten (Juaning)  | 24–31 de julho                            | Tempestade tropical severa | 95 km/h (60 mph)                | 985 hPa (29.1 inHg)   | Filipinas, China, Vietnam, Laos, Tailândia       | $126 300 000   | 128                                      | [ 249 ] |
| Muifa (Kabayan)     | 25 de julho – 9 de agosto                 | Tufão muito forte          | 175 km/h (110 mph)              | 930 hPa (27 inHg)     | Ilhas Carolinas, Filipinas, Japão, China, Coreia | $480 000 000   | 22                                       | [ 250 ] |
| Lando               | 31 de julho – 2 de agosto                 | Depressão tropical         | Não definido                    | 1,002 hPa (29.6 inHg) | Filipinas                                        | Nenhum         | Nenhum                                   | [ 251 ] |
| Merbok              | 2–9 de agosto                             | Tempestade tropical severa | 95 km/h (60 mph)                | 980 hPa (29 inHg)     | Nenhum                                           | Nenhum         | Nenhum                                   |         |
| TD                  | 2–4 de agosto                             | Depressão tropical         | 55 km/h (35 mph)                | 1,008 hPa (29.8 inHg) | Japão                                            | Nenhum         | Nenhum                                   |         |
| 13W                 | 8–14 de agosto                            | Depressão tropical         | 55 km/h (35 mph)                | 1,004 hPa (29.6 inHg) | Nenhum                                           | Nenhum         | Nenhum                                   |         |
| TD                  | 8–10 de agosto                            | Depressão tropical         | 55 km/h (35 mph)                | 1,008 hPa (29.8 inHg) | Nenhum                                           | Nenhum         | Nenhum                                   |         |
| TD                  | 20–25 de agosto                           | Depressão tropical         | 55 km/h                         | 1,004 hPa (29.6 inHg) | Nenhum                                           | Nenhum         | Nenhum                                   |         |
| Nanmadol (Mina)     | 21–31 de agosto                           | Tufão muito forte          | 185 km/h (115 mph)              | 925 hPa (27.3 inHg)   | Filipinas, Taiwan, China                         | $1 493 630 000 | 38                                       |         |
| Talas               | 23 de agosto – 5 de setembro              | Tempestade tropical severa | 95 km/h (60 mph)                | 970 hPa (29 inHg)     | Japão                                            | $600 000 000   | 82                                       | [ 255 ] |
| Noru                | 2–6 de setembro                           | Tempestade tropical        | 75 km/h (45 mph)                | 990 hPa (29 inHg)     | Nenhum                                           | Nenhum         | Nenhum                                   |         |
| Kulap (Nonoy)       | 6–11 de setembro                          | Tempestade tropical        | 65 km/h (40 mph)                | 1,000 hPa (30 inHg)   | Japão, Coreia                                    | Nenhum         | Nenhum                                   |         |
| Roke (Onyok)        | 8–22 de setembro                          | Tufão muito forte          | 155 km/h (100 mph)              | 940 hPa (28 inHg)     | Japão                                            | $1 200 000 000 | 13                                       | [ 256 ] |
| TD                  | 13–15 de setembro                         | Depressão tropical         | Não definido                    | 1,002 hPa (29.6 inHg) | Taiwan                                           | Nenhum         | Nenhum                                   |         |
| Sonca               | 14–20 de setembro                         | Tufão forte                | 130 km/h (80 mph)               | 970 hPa (29 inHg)     | Nenhum                                           | Nenhum         | Nenhum                                   |         |
| Nesat (Pedring)     | 23–30 de setembro                         | Tufão forte                | 150 km/h (90 mph)               | 950 hPa (28 inHg)     | Filipinas, China, Vietname                       | $2 119 000 000 | 98                                       |         |
| Haitang             | 24–27 de setembro                         | Tempestade tropical        | 65 km/h (40 mph)                | 996 hPa (29.4 inHg)   | China, Vietnam, Laos                             | $20 000 000    | 25                                       |         |
| Nalgae (Quiel)      | 26 de setembro – 5 de outubro             | Tufão muito forte          | 175 km/h (110 mph)              | 935 hPa (27.6 inHg)   | Filipinas, China, Vietname                       | $250 000 000   | 18                                       | [ 262 ] |
| Banyan (Ramon)      | 9–14 de outubro                           | Tempestade tropical        | 65 km/h (40 mph)                | 1,002 hPa (29.6 inHg) | Palau, Filipinas                                 | $2 100 000     | 10                                       |         |
| TD                  | 10–13 de outubro                          | Depressão tropical         | Não definido                    | 1,006 hPa (29.7 inHg) | China, Vietname                                  | Nenhum         | Nenhum                                   |         |
| 24W                 | 7–10 de novembro                          | Depressão tropical         | 45 km/h (30 mph)                | 1,004 hPa (29.6 inHg) | Nenhum                                           | Nenhum         | Nenhum                                   |         |
| 25W                 | 4–5 de dezembro                           | Depressão tropical         | 45 km/h (30 mph)                | 1,006 hPa (29.7 inHg) | Nenhum                                           | Nenhum         | Nenhum                                   |         |
| 26W                 | 10–14 de dezembro                         | Depressão tropical         | 55 km/h (35 mph)                | 1,004 hPa (29.6 inHg) | Filipinas                                        | Nenhum         | 4                                        |         |
| Washi (Sendong)     | 13–19 de dezembro                         | Tempestade tropical severa | 95 km/h (60 mph)                | 992 hPa (29.3 inHg)   | Ilhas Carolinas, Filipinas                       | $97 800 000    | 2 546                                    |         |
| TD                  | 24 de dezembro                            | Depressão tropical         | Não definido                    | 1,002 hPa (29.6 inHg) | Nenhum                                           | Nenhum         | Nenhum                                   |         |
| TD                  | 31 de dezembro, 2011 – 1 de janeiro, 2012 | Depressão tropical         | Não definido                    | 1,008 hPa (29.8 inHg) | Malásia                                          | Nenhum         | Nenhum                                   |         |
| Totais da temporada |                                           |                            |                                 |                       |                                                  |                |                                          |         |
| 39 sistemas         | 1 de abril de 2011 – 1 de janeiro de 2012 |                            | 195 km/h (120 mph)              | 920 hPa (27 inHg)     |                                                  | $7 176 470 000 | 3.111                                    |         |